# Bloomingdale (Dakota del Sud)
Bloomingdale è una comunità non incorporata della contea di Clay, Dakota del Sud, Stati Uniti.